# 春のめざめ
『春のめざめ』（独：Frühlings Erwachen）は、フランク・ヴェーデキントの戯曲。1891年出版。思春期の少年たちの性への目覚めと、それに対する大人たちの抑圧、その結果として起こる少年たちの悲劇を描いた3幕の作品。検閲により上演禁止の措置がとられ、15年を経た1906年になってマックス・ラインハルトの演出で初演された。

## 内容
中心人物はギムナジウムの優等生メルヒオールと、その友人の劣等生モーリッツ、同級生の少女ヴェントラの3人。メルヒオールとモーリッツはある日の帰り道、ふとしたきっかけで性知識の話をはじめ、メルヒオールはモーリッツに「子供を作る方法」を図解入りの文で説明してやると約束する。成績のさえなかったそのモーリッツは、一時は仮進級にこぎつけるものの競争に耐えられなくなる。彼はメルヒオールの母親にアメリカへ出奔するための資金を無心するが断られ、河のほとりでピストル自殺をする。一方メルヒオールは家畜小屋のなかでなかば強姦のようにしてヴェントラと肉体関係を結び、この結果ヴェントラは妊娠する。彼女は人知れず幸福を感じていたが、事実を知った母親によって堕胎させられ、堕胎薬がもとで死んでしまう。
モーリッツの遺品の中から先の図解入りの文書が見つかり、ついで手紙からヴェントラとの関係が発覚したメルヒオールは、親によって感化院に入れられる。メルヒオールは感化院を脱走するが、森の中でヴェントラの墓を見つけ、彼女が死んだことを知る。自分を責めるメルヒオールのもとに、首を失ったモーリッツが現われ、彼を死へと誘う。そこに仮面をつけた紳士が現われ、「モラル」が想像から生まれながらも実体として存在するものであることを教え、モーリッツを諭してメルヒオールを生の世界へ連れ戻す。

## 成立と受容
ヴェーデキントはこの戯曲の草稿をチューリヒで書いたのち、1890年10月から1891年4月にかけてミュンヘンで書き上げた。抑圧された環境下での青少年の性を赤裸々に描いており、作中には強姦やサド・マゾヒズム、自慰を暗示する場面、同性愛の描写といったものが含まれるが、ヴェーデキント自身はほとんどすべての場面が自分のギムナジウム時代に現実にあったことを基にしていると述べている。作中で自殺するモーリッツは、実際に自殺したヴェーデキントの二人の同級生フランク・オバーリンとモーリッツ・デュアが主なモデルとなっており、ヴェーデキントは後者から自殺の計画を打ち明けられた際、彼についての戯曲を書くことを約束したのだという（Hensel, S. 102ff.）。

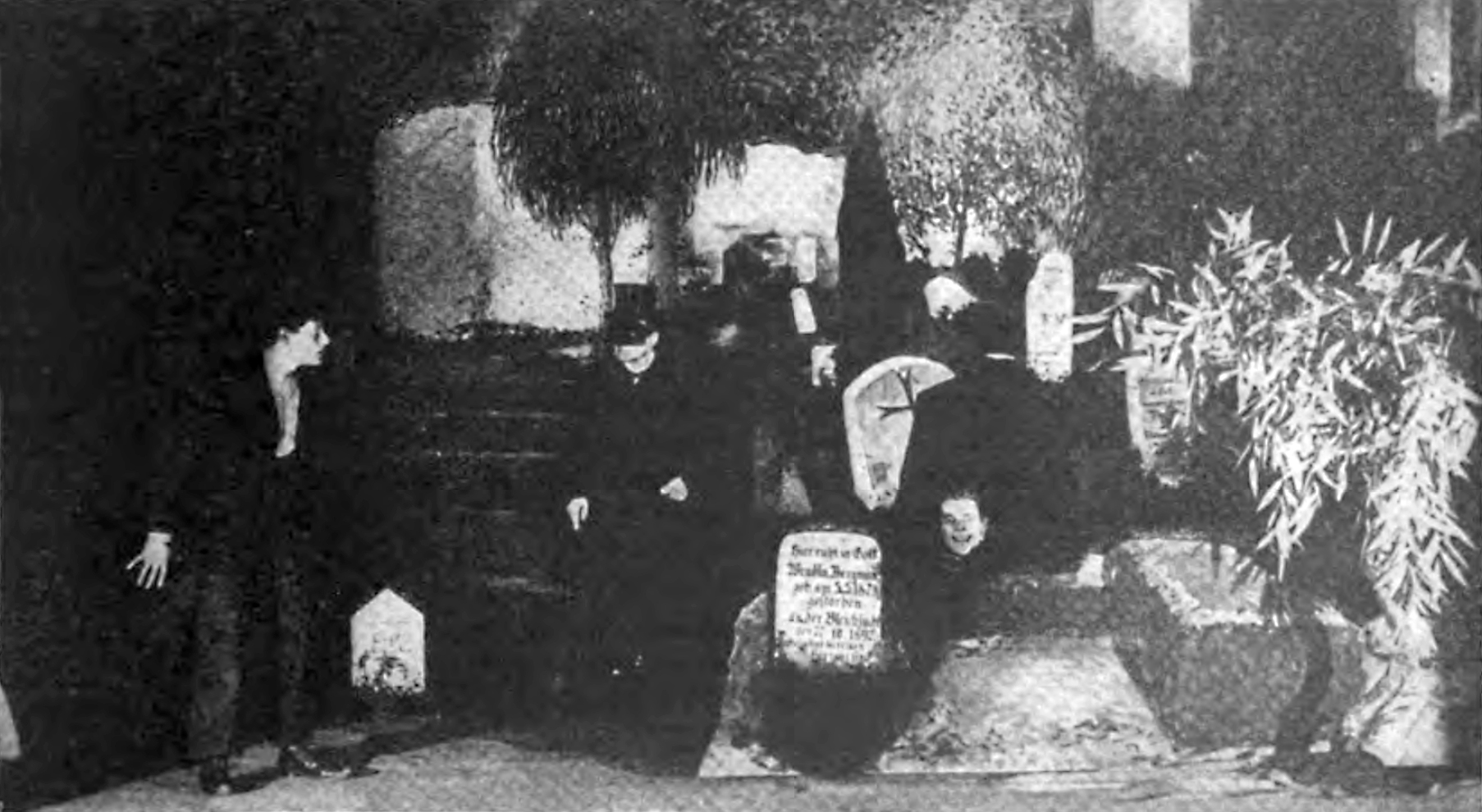
マックス・ラインハルトによる演出の『春のめざめ』終幕。ヴェーデキント自身が「仮面の男」（中央）を演じている。（1909年撮影）

この戯曲ははじめミュンヘンの出版社に持ち込んだが内容に対する法的な懸念から断られ、最終的にチューリヒの書店からヴェーデキントの自費で出版された。初版本の表紙画はヴェーデキント自身の依頼でフランツ・フォン・シュトゥックが担当している。しかし内容が問題視されて上演は禁じられ、実際に舞台にかけられたのは1906年になってからであった。初演はベルリン・ドイツ座においてマックス・ラインハルトの演出で行われており、検閲でいくつかの場はカットされた。プロイセンでは初演後にふたたび上演禁止が命じられたが、1907年にはバイエルンで上演され、その後オーストリア各地でも舞台にかけられている。第一次世界大戦を挟んでも人気が衰えず、時代を現代に移し変えた演出などで現在にいたるまで上演が続けられており、20世紀の作品ではブレヒトの諸作品と並ぶといわれるほどの成功を収めることとなった。
1928年にはマックス・エッティンガー（独文）作曲によるオペラ版が上演されている。また1924年にヤーコプ・フレック（英文）監督で、1929年にリヒャルト・オスワルト（英文）監督でそれぞれ映画が作られた。2006年にはダンカン・シークの音楽とスティーブン・セイターの脚本によりブロードウェイでロック・ミュージカルとして上演されており、この作品はトニー賞を8部門受賞するなどして話題をさらっている（春のめざめ (ミュージカル)を参照）。

## 日本における受容
野上豊一郎（1883-1950）はこの作品を「恥ずべき作品」と誤解する人が居る事を憂いた。作中に性的な事柄を仄めかす部分はあるが、この作品はあくまでも誠実と熱情をもって考えられた教育論的提唱を主題に持ち、世の親や教育者に向かって子供の成熟の可能性を考え、これに光と善導を与える立派な芸術作品だとし、その様な誤解をする者は、正しく読まないかもしくは読んだ事のない人であろうと論難している。また作中に縦線が多いのを引き合いにして、伏字が多いと誤解している向きもあるとし、この縦線は伏字ではなく、科白の中止の時を表す作者の癖だと述べている。

### 日本語訳
- 春の目ざめ（野上臼川（野上豊一郎）訳、東亞堂書房、1914年）
- 春の目ざめ（野上豊一郎訳、岩波文庫、1924年、1927年、1934年）
- 『世界文學全集 第35巻 近代戯曲集』（野上豊一郎訳、新潮社、1929年）、各・春の目ざめ 所収
- 『春の目ざめ 附・演出ノート』（野上豊一郎訳、青山杉作演出ノート著、学陽書房、1949年）
- 春の目ざめ（野上豊一郎訳、改訳版 角川文庫、1955年）
- 『世界青春文学名作選 第7巻』（野上豊一郎訳、学習研究社、1963年）
- 『築地小劇場検閲上演台本集 第4巻』（野上豊一郎訳、ゆまに書房、1990年）、復刻版
- 春のめざめ（柴田咲二訳、新栄閣、1924年）
- 『春のめざめ・地霊』（河原万吉等訳、潮文閣、1927年）
- 春の目ざめ（川崎芳隆訳、三笠文庫、1951年）
- 春のめざめ（菅藤高徳訳、河出文庫、1955年）
- 『世界戯曲全集 第16巻 独墺篇 6 ウエデキント・シユテルンハイム集』（菅藤高徳訳、近代社世界戯曲全集刊行会、1930年）
- 春のめざめ‐子供たちの悲劇（酒寄進一訳、長崎出版、2009年、岩波文庫、2017年）

## 日本での上演
- 朗読劇[1]　2014年12月6～7日　天王洲 銀河劇場

出演：相葉裕樹、中島歩、笹本玲奈、武田航平、木戸邑弥、栗原類、横田美紀、金沢映子、櫻井章喜
演出：高橋正徳（文学座）、翻訳：長田紫乃、上演台本：鐘下辰男
- ストレートプレイ版[2][3]

2017年5月5～23日、KAAT神奈川芸術劇場
同年5月27～28日、ロームシアター京都
同年6月4日、北九州芸術劇場
同年6月10～11日、兵庫県立芸術文化センター
出演：志尊淳、大野いと、栗原類、小川ゲン、中別府葵、北浦愛、安藤輪子、古木将也、吉田健悟、長友郁真、山根大弥、あめくみちこ、河内大和、那須佐代子、大鷹明良
構成・演出：白井晃、翻訳：酒寄進一　
- ストレートプレイ版(再演)[4]

2019年4月13～29日、KAAT神奈川芸術劇場
同年5月6日、東広島芸術文化ホール くらら
同年5月11～12日、兵庫県立芸術文化センター
出演：伊藤健太郎、岡本夏美、栗原類、小川ゲン、中別府葵、古木将也、長友郁真、竹内寿、有川拓也、川添野愛、三田みらの、あめくみちこ、河内大和、那須佐代子、大鷹明良　　
構成・演出：白井晃